# Mangen (Wuppertal)
Mangen war eine Ortslage im Norden der bergischen Großstadt Wuppertal.

## Lage und Beschreibung
Die Ortslage befand sich im Süden des Wohnquartiers Uellendahl-West im Stadtbezirk Uellendahl-Katernberg auf einer Höhe von 192 m ü. NHN im Mirker Bachtal an der heutigen Uellendahler Straße. Der ursprüngliche Wohnplatz befand sich auf dem heutigen Gelände eines Autohauses.
Mangen befand sich nördlich der Uellendahler Straße, gegenüber südlich befindet sich die Ortslage Am Haken. Weitere benachbarte Ortslagen, Hofschaften und Wohnplätze sind Am Bruch, Opphof, Am Schnapsstüber, Am Schlagbaum, Am Brucher Häuschen, Weinberg, Wolf und Kempers Häuschen.

## Geschichte
Im 19. Jahrhundert gehörte Mangen zur Mirker Rotte der Oberbürgermeisterei Elberfeld. Der Ort ist auf der Preußischen Uraufnahme von 1843 als Mange eingezeichnet.
Für 1815/16 werden keine Einwohner angegeben. Der laut der Statistik und Topographie des Regierungsbezirks Düsseldorf 1832 als Kotten kategorisierte Ort wurde als in den Mangen bezeichnet und besaß zu dieser Zeit ein Wohnhaus. Zu dieser Zeit lebten neun Einwohner im Ort, alle evangelischen Glaubens.
Am Ort vorbei wurde 1825 die Chaussee von Elberfeld über Hatzfeld und Schmiedestraße nach Sprockhövel und Witten gebaut, die heutige Uellendahler Straße.